# Neoacanthocephaloides spinicaudatus
Neoacanthocephaloides spinicaudatus är en hakmaskart som beskrevs av Cable och Quick 1954. Neoacanthocephaloides spinicaudatus ingår i släktet Neoacanthocephaloides och familjen Arhythmacanthidae. Inga underarter finns listade i Catalogue of Life.